# Infradiane Rhythmik
Infradiane Rhythmen (von lateinisch infra ‚unter‘ und dies ‚Tag‘) sind Rhythmen, deren Periode deutlich länger als 24 Stunden dauert, deren Frequenz also unter der eines Tages liegt.
Darunter fallen in der Chronobiologie beispielsweise die ungefähr ein Jahr dauernden Rhythmen (circannuale Rhythmik), wie sie beim Vogelzug, dem saisonalen Wechsel von Haar- oder Federkleid und der Winterruhe auftreten, aber auch Rhythmen, die keine jahreszeitliche Entsprechung in der Umgebung haben müssen, wie etwa die des Sexualzyklus. Derart sind zum Beispiel auch ungefähr einen Lunarmonat dauernde Rhythmen (circalunare Rhythmik) zu beobachten, die mit einem Mondumlauf synchronisiert sein können.

## Jahresrhythmen
Der Umlauf der Erde um die Sonne verursacht den Jahreszyklus, mit dem außerhalb der Tropen besonders ausgeprägte Jahreszeiten verbunden sind. Die polarwärts zunehmenden Variationen in der Sonneneinstrahlung – als Veränderungen der Tageslänge und des Höchststandes der Sonne über dem Horizont – führen zu jahreszeitlichen Unterschieden mit zyklischen Schwankungen. Änderungen von Lichteinfall, Temperatur und Feuchte sind hierbei die wesentlichen Faktoren für pflanzliche Organismen. Vorkommen und Wachsen von Pflanzen sind es als Nahrungsangebot für pflanzenfressende Tiere, und deren Auftreten und Häufigkeit kann es dann sein für Tiere, die sich davon ernähren. Bei den meisten terrestrischen und vielen marinen Organismen lassen sich daher Vorgänge beobachten, die sich im Laufe eines Jahres verändern und im Jahreslauf wiederholen. Manche dieser biologischen Abläufe stellen einen im Lebewesen organisierten Jahresrhythmus dar.
Circannuale Rhythmen (von lateinisch circa ‚ungefähr‘ und annus ‚Jahr‘) werden chronobiologisch innere Rhythmen genannt, deren Periode etwa so lange dauert wie ein Jahr. Durch externe Veränderungen als Signal können sie mit den zyklischen Schwankungen der Umgebung synchronisiert werden. Diese circannuale Rhythmik äußert sich beispielsweise in saisonalen Aktivitäts- beziehungsweise Ruhephasen und einer saisongebundenen Reproduktion. Oft sind damit weitere Phänomene verbunden wie saisonaler Farbwechsel, Mauser, Migration, Winterschlaf oder Diapause. Während in Gebieten, die nahe am Äquator liegen, oft brütende Vögel zu allen Jahreszeiten angetroffen werden, ist in äquatorfernen Regionen das Brutverhalten auf die günstigen Frühjahrs- und Sommermonate konzentriert.
Bei der Analyse der Jahresrhythmik wird zwischen ultimaten und proximaten Faktoren unterschieden. Ultimate Faktoren sind jene Variablen der Umgebung, die im Lauf der Evolution einen derartigen Selektionsdruck ausgeübt haben, dass ein bestimmtes Verhalten, beispielsweise die Fortpflanzung, innerhalb einer Art auf einen gewissen Zeitraum des Jahres beschränkt wurde. Proximate Faktoren sind jene Variablen, die für ein Individuum dieser Art ein Signal darstellen, beispielsweise die Reproduktion einzuleiten, und können erst durch kausale Analyse erschlossen werden. Die Kenntnis von Prozessen, über die eine Jahresrhythmik reguliert wird, ist auch für die Viehhaltung und den Gemüseanbau von großer Bedeutung.

### Ultimate Faktoren
Für viele Jahresrhythmen ist das Nahrungsangebot ein wichtiger ultimater Faktor, der in der Evolution zum Timing von Verhalten geführt hat. Während der Wintermonate sind viele Insekten in der Diapause, einem lang dauernden Ruhestadium der Eier, Larven oder der adulten Tiere. Manche Säugetiere unterdrücken andauernd ihren Energieverbrauch und fallen in Winterschlaf. Zugvögel verlassen ihre Brutgebiete und fliegen in ihre Winterquartiere, wo sie mit einem besseren Nahrungsangebot rechnen können. Durch das präzise Timing solchen Verhaltens und den daran gekoppelten Konsequenzen für das Individuum kann die Rolle der ultimativen Faktoren analysiert werden. Die Synchronisation der inneren Uhr mit einem exogenen Stimulus wird Entrainment genannt.

#### Timing der Reproduktion
Für das Timing der Reproduktion von Vögeln gelten grob drei funktionale Prinzipien.
- Synchronisation mit dem Futterangebot: Als Beispiel ist hier die Ausnahme von der Regel zu nennen. Der Eleonorenfalke (Falco eleonorae) brütet im September auf kleinen Inseln im Mittelmeer und füttert seine Jungen fast ausschließlich mit Zugvögeln, die auf dem Herbstzug Richtung Afrika sind.

- Synchronisation mit Artgenossen: Diese gilt beispielsweise für Kolonievögel nach der Regel "Je größer die Kolonie, desto kleiner das Risiko für den individuellen Vogel" (Fraser-Darling-Prinzip). Predatoren üben also einen Selektionsdruck auf die relativ frühen und späten Brüter aus.

- Knappheit der Ressourcen: Die am frühesten zurückkehrenden Zugvögel können die besten Territorien besetzen und ihre früh geborenen Jungen haben wahrscheinlich eine bessere Überlebenschance. Diese These kann nur durch Experimente gesichert werden. Diese sind aber noch kaum gemacht. Zudem besteht das Risiko, dass früher zurückkehrende noch keine ausreichenden Ressourcen vorfinden und daher sterben. Allerdings lassen neuere Untersuchungen an Kohlmeisen vermuten, dass ein früher Beginn der Brutzeit einen positiven Selektionsfaktor darstellt.

#### Natürliche Selektion
Natürliche Selektion bei der Jahresrhythmik kann nur stattfinden, wenn die Variationen eine genetische Grundlage haben. Genetische Variation könnte in der Natur zu Korrelationen beim Timing von verwandten Individuen leiten. Bei Kohlmeisen konnte eine Korrelation bei den Legezeiten von Müttern und Töchtern gefunden werden. Allerdings stehen Kreuzungsversuche noch aus. Bei der Mönchsgrasmücke (Sylvia atricapilla), bei der die deutsche Population im Winter zieht, während die Population auf den Kanarischen Inseln das nicht tut, konnte bei Kreuzungen in der F1-Generation in Gefangenschaft Zugunruhe (nächtliche Aktivität) in abgemilderter Form nachgewiesen werden.

#### Mensch
Auch beim Menschen kann eine Saisonperiodizität bei der Reproduktion nachgewiesen werden. Der jährliche Höhepunkt bei der Konzeption liegt auf der nördlichen Hemisphäre im Juni und für Geburten im März. Die Spitze bei der Säuglingssterblichkeit liegt im Winter. Die Amplitude des Reproduktionsrhythmus hat allerdings seit Beginn der Geburtenstatistik (Anfang des 19. Jahrhunderts) abgenommen.

### Proximate Faktoren
Viele von der Jahreszeit abhängigen Aktivitäten können nicht plötzlich stattfinden, sondern setzen eine längere Vorbereitungszeit voraus. Erreichen die ultimaten Faktoren in der Umgebung einen kritischen Wert, kann es schon zu spät sein. So muss beispielsweise vor der Fortpflanzung von Zugvögeln erst das Brutgebiet angeflogen, ein Territorium besetzt, ein Partner gefunden, ein Nest gebaut werden. Daher bietet der ultimate Faktor meist keinen guten Stimulus. Viele Organismen haben daher Strategien entwickelt, Signale aus ihrer Umgebung als Vorbote für den zu erwartenden optimalen Moment der Fortpflanzung, des Zuges etc. zu benutzen. Solche Triggersignale heißen Proximate Faktoren. Nur in sehr variablen, nicht einschätzbaren Umgebungen ist der proximate Faktor normalerweise mit dem ultimaten gleichzusetzen. Beispielsweise werden Vögel in tropischen Gebieten mit dem Brüten beginnen, wenn der erste Regen gefallen ist und sich das Futterangebot entsprechend verbessert hat. Manchmal kann auch der Regen selbst, wie beispielsweise beim Zebrafink, der proximate Faktor sein.
Die meisten Tiere der gemäßigten Breiten benutzen als proximaten Faktor die Tageslänge oder Fotoperiode, der genaueste Indikator für die Jahreszeit. Die Reaktion auf die Tageslänge wird Fotoperiodismus genannt. Es kann auch eine Kombination von proximaten Faktoren benutzt werden, beispielsweise die Tageslänge und das Futterangebot.

### Angeboren oder erlernt?
Wie bei den circadianen Rhythmen wurde bei den Jahresrhythmen die Frage gestellt, ob sie exogener oder endogener Natur sind. Und wie bei den 24-Stunden-Rhythmen konnte durch Experimente gezeigt werden, dass die Rhythmik unter konstanten Bedingungen erhalten bleibt. Auch konnte am Beispiel von Zieseln, die in Gefangenschaft unter konstanten Bedingungen geboren und aufgezogen wurden, gezeigt werden, dass die annuale Rhythmik angeboren und nicht erlernt ist. Gleiches gilt für viele Vogelarten.

### Oszillator-Mechanismus
Der Jahresrhythmus von Ziesel und Zugvögeln verhält sich also wie ein inwendiger Oszillator. Über die Mechanismen dahinter weiß man allerdings noch sehr wenig. Die Theorie, dass die Tiere die Tage zählen, konnte nicht bestätigt werden. Bis jetzt konnte noch kein endogener Pacemaker wie bei den circadianen Rhythmen nachgewiesen werden. Eventuell fungiert der Organismus als ganzes als Oszillator, wobei verschiedene Stadien einander folgen, allerdings konnten die wenigen Experimente dazu diese These in keiner Weise stützen.

### Synchronisation
Tageslänge ist bei Singvögeln ein sicherer Zeitgeber für die endogenen Circannualen Rhythmen. Auch bei Rehen konnte die Geweihformung mit Licht als Zeitgeber beeinflusst werden. Bei den Winterschlafzyklen von Zieseln allerdings scheint Tageslänge keine Rolle zu spielen.

### Funktionale Bedeutung von circannualen Rhythmen
Endogene Programmierung einer Jahresrhythmik ist vermutlich vor allem für Arten wichtig, die stark von einem präzisen Timing abhängig sind, aber keinen Zugang zu einer sicheren Information über die Jahreszeit haben. So kann bei einem Winterschläfer wie dem Goldmantelziesel (Spermophilus lateralis), das sechs Monate unter der Erde verbringt und dann innerhalb der ersten Woche nach dem Erwachen einen Sexualpartner finden muss, um sich in der kurzen Sommersaison zu reproduzieren, eine exakte Zeitbestimmung reproduktionsbestimmend sein.

## Mond, Östrus, Populationszyklen
Eine infradiane Rhythmik mit kürzerer Dauer als die circannuale ist die an den Mondphasen orientierte, die etwa der Dauer einer Lunation entspricht.

### Circalunare Rhythmik
Diese hat sich im Zusammenhang mit dem derzeit etwa 29,5 Tage dauernden Phasenzyklus des Mondes entwickelt. Einige Arten der Borstenwürmer im Mittelmeer paaren sich im Sommer bei Vollmond. Auch beim Palolowurm aus dem Stillen Ozean ist das Fortpflanzungsverhalten an circalunare Rhythmen gekoppelt. Zu den Palolozeiten im Altlicht vor Neumond stößt ein Individuum seinen Keimzellen enthaltenden hinteren Körperabschnitt ab. Der vormalige Hinterleib bewegt sich danach aktiv zur Wasseroberfläche und trifft dort auf andere gleicher Art; mit Sonnenaufgang werden die Spermien und die Eizellen zur Befruchtung entlassen.
Der an Kaliforniens Küste endemische neuweltliche Ährenfisch Leuresthes tenuis oder Grunion laicht im Sand des Strandes ab. Dafür nutzt er die Nächte unmittelbar nach dem Springhochwasser, wie es mit der Flut zu Vollmond und zu Neumond auftritt, also ungefähr alle zwei Wochen. Diese auch semilunar genannten Tiden können einen halben Monat später die Laichplätze freispülen, woraufhin die entwickelten Larven ins Meerwasser schlüpfen. Insofern takten Gezeiten und Mondphase deren Lebenszyklus.

### Oestruszyklus
Bei Säugetieren ist der Oestrus oder Östrus die Zeit der erhöhten sexuellen Aktivität. Während des Oestrus kommt es beim weiblichen Geschlecht zum Eisprung. Daran orientieren sich die Paarungszeiten und so auch die Brunft des männlichen Geschlechts. Der weibliche Sexualzyklus stellt einen infradianen Rhythmus dar, der bei vielen Säugetieren an andere infradiane Rhythmen gekoppelt ist, beispielsweise einen circannualen. Beim Menschen ist eine solche Kopplung an einen Jahreszyklus nicht festzustellen (siehe auch Menstruationszyklus).

### Populationszyklus
Für die Ursachen von Populationszyklen, wie beispielsweise bei Lemmingen, gibt es eine Vielzahl an Hypothesen. Dabei werden häufig Rückkopplungsmechanismen diskutiert. So ist es wahrscheinlich, dass Beutegreifer-Beute-Relationen oder Parasiten bei der Regulation eine Rolle spielen. Bei vergleichbaren Taxa bestehen für die Populationszyklen häufig allometrische Beziehungen.